# Neumühl (Kehl)
Neumühl ist ein Stadtteil von Kehl.

## Geografie
Neumühl liegt etwa zwei Kilometer östlich von Kehl an der Kinzig im historischen Hanauerland.

## Geschichte

### Mittelalter
Die älteste erhaltene Erwähnung von Neumühl stammt vom 27. November 1271. Neumühl war ein Lehen des Bischofs von Straßburg an die Herren von Lichtenberg. Die Erstbelehnung erfolgte 1274. Um 1330 kam es zu einer ersten Landesteilung zwischen Johann II. von Lichtenberg, aus der älteren Linie des Hauses, und Ludwig III. von Lichtenberg. Dabei fiel Neumühl in den Teil des Besitzes, der künftig von der älteren Linie verwaltet wurde. In der Herrschaft Lichtenberg war es dem Amt Willstätt zugeordnet.
Als 1480 mit Jakob von Lichtenberg das letzte männliche Mitglied des Hauses verstarb, ging das Erbe auf seine beiden Nichten, Anna von Lichtenberg (* 1442; † 1474) und Elisabeth von Lichtenberg über. Anna hatte 1458 den Grafen Philipp I. den Älteren von Hanau-Babenhausen (* 1417; † 1480) geheiratet, der eine kleine Sekundogenitur aus dem Bestand der Grafschaft Hanau erhalten hatte, um heiraten zu können. Durch die Heirat entstand die Grafschaft Hanau-Lichtenberg. Elisabeth heiratete Simon IV. Wecker von Zweibrücken-Bitsch. Das Lichtenberger Erbe wurde zwischen ihnen geteilt. Das Amt Willstätt und damit Neumühl wurden dabei zu einem Kondominat zwischen beiden Erben.

### Neuzeit
Unter der Regierung von Graf Philipp III. von Hanau-Lichtenberg kam es zu einer Realteilung der gemeinsamen Kondominate: Das Amt Willstätt kam ganz zur Grafschaft Hanau-Lichtenberg. Im Gegenzug gelangte das Amt Brumath ganz an Zweibrücken-Bitsch. Graf Philipp IV. von Hanau-Lichtenberg (1514–1590) führte nach seinem Regierungsantritt 1538 die Reformation in seiner Grafschaft konsequent durch, die nun lutherisch wurde.
Nach dem Tod des letzten Hanauer Grafen, Johann Reinhard III. 1736, fiel das Erbe – und damit auch das Amt Willstätt – an den Sohn seiner einzigen Tochter, Charlotte von Hanau-Lichtenberg, Landgraf Ludwig (IX.) von Hessen-Darmstadt. Nach einer Quelle wurde Neumühl in hessen-darmstädtischer Zeit als Teil von Kork verwaltet.
Mit dem Reichsdeputationshauptschluss wurde das Amt Willstätt mit dem Dorf Neumühl 1803 dem neu gebildeten Kurfürstentum Baden zugeordnet.
Am 1. Juli 1971 wurde das bis dahin selbständige Neumühl im Zuge der Gebietsreform in Baden-Württemberg nach Kehl eingemeindet.

### Demographie
Einwohnerzahlen nach dem jeweiligen Gebietsstand.
| Jahr | Einwohnerzahl |
| ---- | ------------- |
| 1961 | 996           |
| 1970 | 1.151         |

## Politik
Im Zuge der Gemeindegebietsreform 1973 wurde Neumühl 1971 nach Kehl eingemeindet und das Amt des Ortsvorstehers geschaffen. Amtsinhaber – und damit Vorsitzender des Ortschaftsrates – ist seit 1999 Fritz Vogt (Unabhängige Wählervereinigung). Die Kommunalwahl am 9. Juni 2024 brachte für den Ortschaftsrat folgende Sitzverteilung:
| Insgesamt 10 Sitze - Unabhängige Wählervereinigung Neumühl: 6 - Für Neumühl: 4 |

## Kultur
Zahlreiche Fachwerkhäuser zeugen heute noch von dem einstigen Bauerndorf an der Kinzig.
Zusätzlich zu den jährlichen Vereinsfesten wird in fünfjährlichem Turnus ein großes Dorffest gefeiert.
Seit 2005 gibt es in und um die Schule einen Weihnachtsmarkt, der seit 2011 von der Vereinsgemeinschaft Neumühl organisiert wird.

## Wirtschaft und Infrastruktur

### Unternehmen
In Neumühl wurde der Produzent von Reisemobilen und Wohnwagen, Bürstner, gegründet. Inzwischen Hat das Unternehmen seinen Hauptsitz in den Rheinhafen Kehl verlagert und betreibt in Neumühl noch ein Servicecenter.

### Verkehr
Neumühl wird von der Landesstraße 90 durchzogen, die in westlicher Richtung in die Bundesstraße 28 mündet. Östlich der Gemeinde liegt die B28-Anschlussstelle Kork. Der öffentliche Nahverkehr wird durch die Buslinie 7136 von SüdwestBus und der Stadtbuslinie K5 gewährleistet, über die Anbindung an Kehl und Offenburg besteht.

### Bildung
In Neumühl gibt es einen evangelischen Kindergarten.
Nach Schließung der Außenstelle der Grundschule Kork/Neumühl befindet sich im Schulgebäude die Hector-Kinderakademie Kehl, ein freiwilliges, zusätzliches Angebot neben Kindergärten und Schulen zur Begabtenförderung für Grundschulkinder mit dem Ziel einer ganzheitlichen Förderung.